# Down the road (Manassas)
Down the road is een muziekalbum van Manassas uit 1973. Het is het tweede die de band onder leiding van Stephen Stills maakte. Op een live- en een verzamelalbum na, is het ook de laatste die hij met deze band uitbracht.
Stills schreef bijna alle nummers zelf en werd daar een enkele maal in bijgestaan door een bandlid. Het album bereikte plaats 26 in de Billboard 200. Het nummer It isn't about time werd op een single uitgebracht en bereikte plaats 56 in de Billboard Hot 100.

## Nummers
| Nr. | naam                          | schrijver                                | duur |
| --- | ----------------------------- | ---------------------------------------- | ---- |
| A1  | Isn't it about time           | Stephen Stills                           | 3:02 |
| A2  | Lies                          | Chris Hillman                            | 2:55 |
| A3  | Pensamiento                   | Stephen Stills en Nelson Escoto          | 2:36 |
| A4  | So many times                 | Stephen Stills en Chris Hillman          | 3:30 |
| A5  | Business on the street        | Stephen Stills                           | 2:55 |
| B1  | Do you remember the americans | Stephen Stills                           | 2:05 |
| B2  | Down the road                 | Stephen Stills                           | 3:16 |
| B3  | City junkies                  | Stephen Stills                           | 2:50 |
| B4  | Guaguancó de veró             | Stephen Stills en Joe Lala               | 2:51 |
| B5  | Rollin' my stone              | Stephen Stills en Calvin "Fuzzy" Samuels | 4:50 |